# 1976 dans les chemins de fer
Chronologie des chemins de fer
1975 dans les chemins de fer - 1976 - 1977 dans les chemins de fer

## Évènements

### Septembre
- 20 septembre, Belgique : mise en service de la ligne n° 1 du métro de Bruxelles.

### Octobre
- 31 octobre, Canada : le Canadien National et le Canadien Pacifique publient pour la première fois un horaire commun sous la marque VIA adoptée par les deux réseaux pour leurs services de voyageurs.